# Achahoish

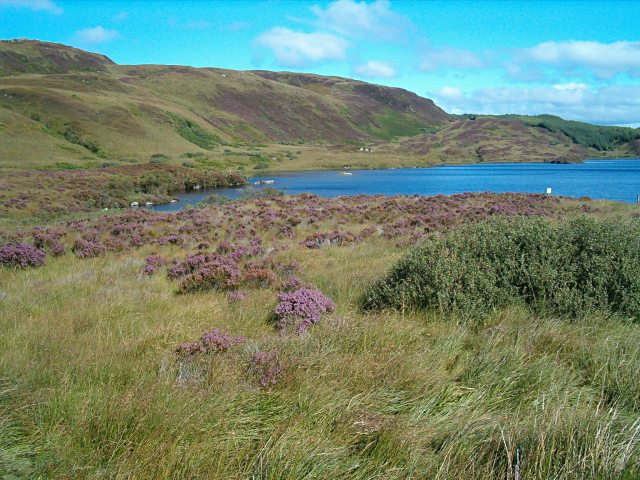
Loch Arail

Achahoish (gaelico scozzese: Achadh a’ Chòis) è un villaggio sulla costa occidentale di Knapdale nell'area di Argyll e Bute, in Scozia.